# Dettifossvegur
La Dettifossvegur (862) è una strada dell'Islanda che collega la Hringvegur con la Norðausturvegur. Correndo sulla riva sinistra del fiume Jökulsá á Fjöllum, permette di accedere alla zona delle cascate Selfoss, Dettifoss e Hafragilsfoss.